# Tipula (Schummelia) verrallana
Tipula (Schummelia) verrallana is een tweevleugelige uit de familie langpootmuggen (Tipulidae). De soort komt voor in het Oriëntaals gebied.